# Ettore Fieramosca
Ettore Fieramosca (Capua, 1476 – Valladolid, 20 gennaio 1515) è stato un condottiero italiano.
Il suo nome è legato storicamente alla famosa disfida di Barletta del 1503.
Fu conte di Miglionico e Mignano Monte Lungo, barone di Aquara e signore di Camigliano, Galluccio, Rocca d'Evandro e Romagnano al Monte.

## Biografia
Appartenente alla nobile e antica famiglia dei Fieramosca, Ettore nacque a Capua nel 1476 da Rinaldo, barone di Rocca d'Evandro, e da una nobile signora  appartenente alla famiglia di Gaetano, secondo alcuni studiosi.
Ricevuta un'educazione umanistica, Fieramosca fu presto avviato alla carriera militare e introdotto come paggio alla corte di Ferrante d'Aragona.
Nel 1493, ancora giovanissimo, aveva già il comando di una compagnia di balestrieri a cavallo, con la quale combatté contro Carlo VIII per Ferdinando II che seguì anche dopo la sconfitta.
Ristabilito il trono di Ferdinando II e poi in seguito alla morte di quest'ultimo, Fieramosca passò al servizio del nuovo sovrano Federico IV che seguì all'assedio di Gaeta nel novembre del 1496. Nel 1497 combatté nelle Marche, inviato dal sovrano ad Ascoli per sedare una ribellione, dove si distinse nella difesa del castello di Offida.
Nel 1501, il cavaliere capuano difese la sua città natale dall'assedio dell'esercito francese che, d'accordo con quello spagnolo in virtù di un accordo diplomatico segreto tra Luigi XII e Ferdinando d'Aragona, si spartiva il regno aragonese ai danni di Federico I di Napoli; questi, sconfitto e ormai consapevole dell'inutilità di ogni ulteriore resistenza, trattò la sua resa rinunciando al trono, in cambio del Ducato di Angiò francese e accompagnato oltralpe da pochi nobili restatigli fedeli e scortato da un drappello di cavalieri comandati dal Fieramosca.
Dopo questi eventi, considerato un traditore dai suoi concittadini, il Fieramosca, privato nel 1502 delle sue rendite nobiliari, tornò in Italia aggregandosi alle bande di Prospero Colonna, al seguito di Consalvo da Cordova, per occupare la Puglia, prima con l'espugnazione di Taranto e successivamente con l'occupazione di Andria, Canosa, Manfredonia e Barletta.
Acquartieratosi nella città di Barletta, il Fieramosca partecipò a spedizioni e a modeste imboscate condotte dagli spagnoli. Fu proprio a causa di una di queste imboscate che venne fatto prigioniero il cavaliere francese Charles de Torgues, detto La Motte, che aizzato dagli spagnoli accusò apertamente di codardia i cavalieri italiani al soldo del nemico, tra i quali il Fieramosca, sfidandoli a duello. Così il 13 febbraio 1503 tredici cavalieri italiani, guidati dal Fieramosca, e altrettanti cavalieri francesi, guidati da La Motte, si scontrarono a duello nella famosa disfida di Barletta che vide i primi come vincitori.
Dopo la disfida, Ettore Fieramosca partecipò nell'aprile dello stesso anno alla battaglia di Cerignola e poi a quella di Gaeta.
Nel 1504, insignito del titolo di cortigiano del Re, Fieramosca si recò in Spagna a capo di una delegazione per reclamare alcuni privilegi per la città di Capua dinanzi al sovrano Ferdinando II di Aragona che non solo accordò le richieste ma conferì al nobile capitano il titolo di conte di Miglionico e barone di Aquara.
Ma, finita la guerra franco-spagnola nel Sud Italia, il Fieramosca fu privato da Consalvo da Cordova dei titoli appena a lui concessi poiché, nominato viceré del Regno di Napoli, quest'ultimo avviò un processo di normalizzazione e di restituzione dei possedimenti perduti ai vecchi feudatari in cambio della loro fedeltà. Fieramosca, perso il feudo di Miglionico e il castello di Rocca d'Evandro, rifiutò l'indennità di 600 ducati annuali, opponendo resistenza e preferendo farsi imprigionare piuttosto che subire il sopruso.
Rimastagli solo la contea di Mignano Monte Lungo, il Fieramosca cercò nel 1510, come ritorsione nei confronti degli spagnoli, di passare al servizio della Repubblica di Venezia. Nel 1512 passò al servizio di Fabrizio Colonna e partecipò alla battaglia di Ravenna dove fu gravemente ferito. Dopo la guarigione il Fieramosca raggiunse Ancona per mettersi al servizio del viceré di Napoli, Raimondo de Cardona.
È da questo momento in poi che del cavaliere capuano non si hanno più notizie finché, giunto a Valladolid, sede della corte del re di Spagna, muore a causa di una malattia il 20 gennaio 1515 all'età di 39 anni. Delle sue spoglie mortali non si hanno tracce; per molto tempo si è erroneamente creduto fossero state conservate nell'abbazia di Montecassino. 
Nell'abbazia di Montecassino è, invece, seppellito non Ettore, ma il fratello, Guido Fieramosca, morto nel 1531, con le statua del defunto (risalente al 1536) opera dello scultore Giovanni Merliano da Nola.

## Nella cultura di massa
Alla sua figura, eretta in epoca risorgimentale a simbolo del valore nazionale, si ispira il romanzo storico Ettore Fieramosca di Massimo d'Azeglio del 1833 e le sue rielaborazioni cinematografiche: Ettore Fieramosca del 1915 diretto dai registi Domenico Gaido e Umberto Paradisi, l'omonimo Ettore Fieramosca film propagandistico del 1938 interpretato da Gino Cervi e diretto da Alessandro Blasetti e in chiave più ironica ne Il soldato di ventura del 1976 diretto da Pasquale Festa Campanile, in cui il condottiero è interpretato da Bud Spencer.
In Totò e le donne, Totò paragona nella sua immaginazione la donna che avrebbe dovuto sposare a Ettore Fieramosca, in quanto questa sarebbe andata a letto con lui ricoperta di giornali e con una maschera facciale come se fosse una corazza per conservare la sua bellezza.

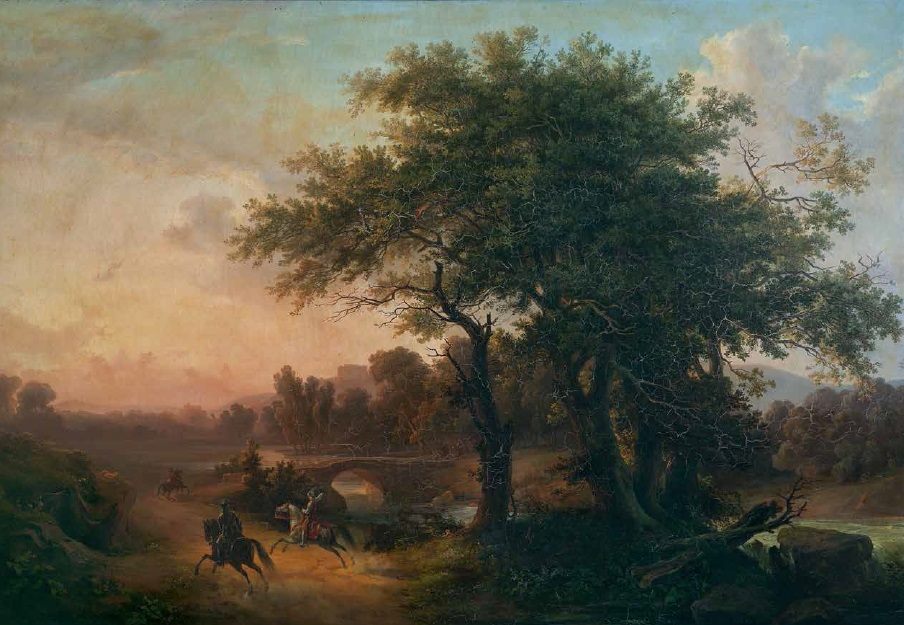
Ettore Fieramosca con Brancaleone porta la disfida al campo dei Francesi. Olio su tela di Salvatore Fergola (1799-1874), alto palmi 5½ largo 8 (145 x 211 cm), firmato e datato nell’angolo in basso a sinistra S. Fergola 1850 (Collezione privata)

Il compositore Vincenzo Ferroni gli dedicò il dramma lirico Ettore Fieramosca (1896).
Salvatore Fergola dipinse, nel 1850, il quadro Ettore Fieramosca con Brancaleone porta la disfida al campo Francese, esposto in mostra nel R. Museo Borbonico il 1º ottobre 1851.
Col suo nome furono varate nel 1850 la pirofregata, appartenente alla Real Marina del Regno delle Due Sicilie e in seguito incorporata dalla Regia Marina, nel 1888 l'incrociatore e nel 1926 il sommergibile.
Nella città di Capua, sua città natale, gli è stata dedicata una delle due scuole medie statali e la strada sulla quale insiste lo storico Palazzo Fieramosca. In occasione della riqualificazione di piazza Umberto I è stato inaugurato nel 2016 un moderno monumento in bronzo raffigurante l'elmo del cavaliere capuano, opera dell'artista locale Arturo Casanova.
A Barletta è presente un Monumento a Ettore Fieramosca e sono inoltre intitolate al nome del cavaliere capuano la scuola media statale Ettore Fieramosca e la rivista mensile locale il Fieramosca.